# Лудвік Вебр
Лудвік Вебр (Ludvík Vébr, 20 квітня 1960) — чехословацький академічний веслувальник.
Бронзовий призер Олімпійських Ігор 1976 року в складі розпашної двійки зі стерновим.